# 2012 Guo Shou-Jing
2012 Guo Shou-Jing је астероид главног астероидног појаса чија средња удаљеност од Сунца износи 2,328 астрономских јединица (АЈ).
Апсолутна магнитуда астероида је 13,2.